# Saverdun (tổng)
Tổng Saverdun là một tổng của Pháp nằm ở tỉnh Ariège trong vùng Occitanie.
Tổng này được tổ chức xung quanh Saverdun ở quận Pamiers. Độ cao biến thiên từ 207 m (Saint-Quirc) đến 376 m (Le Vernet) với độ cao trung bình là 255 m.

## Hành chính
| Giai đoạn | Ủy viên       | Đảng               | Tư cách                                            |
| --------- | ------------- | ------------------ | -------------------------------------------------- |
| 2008-2014 | Louis Marette | UMP                | Thị trưởng Mazères                                 |
| 2001-2008 | Louis Marette | UMP                | Thị trưởng Mazères                                 |
| 1993-2001 | Louis Marette | UDF                | Thị trưởng Mazères (1995)                          |
| 1982-1993 | André Trigano | Divers             | Thị trưởng Mazères (1971-1995), député (1993-1997) |
| 1964-1982 | Lucien Amiel  | PS                 | Thị trưởng Saverdun (1965-1983)                    |
| 1951-1964 | Eugène Brézet | radical-socialiste |                                                    |
| 1944-1951 | Louis Couret  | cấp tiến-xã hội    | Thị trưởng Mazères (1944-1959)                     |

## Các đơn vị hành chính
Tổng Saverdun bao gồm 14 xã với dân số 8 804 người (điều tra năm 1999, dân số không tính trùng).
| Xã                   | Dân số | Mã bưu chính | Mã insee |
| -------------------- | ------ | ------------ | -------- |
| La Bastide-de-Lordat | 213    | 09700        | 09040    |
| Brie                 | 150    | 09700        | 09067    |
| Canté                | 179    | 09700        | 09076    |
| Esplas               | 93     | 09700        | 09117    |
| Gaudiès              | 200    | 09700        | 09132    |
| Justiniac            | 58     | 09700        | 09146    |
| Labatut              | 79     | 09700        | 09147    |
| Lissac               | 176    | 09700        | 09170    |
| Mazères              | 2 616  | 09270        | 09185    |
| Montaut              | 582    | 09700        | 09199    |
| Saint-Quirc          | 267    | 09700        | 09275    |
| Saverdun             | 3 589  | 09700        | 09282    |
| Trémoulet            | 66     | 09700        | 09315    |
| Le Vernet            | 536    | 09700        | 09331    |

## Thông tin nhân khẩu
| 1962                                                     | 1968  | 1975  | 1982  | 1990  | 1999  |
| -------------------------------------------------------- | ----- | ----- | ----- | ----- | ----- |
| 7 700                                                    | 8 630 | 8 389 | 8 200 | 8 391 | 8 804 |
| Nombre retenu à partir de 1962 : dân số không tính trùng |       |       |       |       |       |